# Convenció Europea de Drets Humans
La Convenció Europea de Drets Humans és un tractat internacional, adoptat pel Consell d'Europa el 1950 i que va entrar en vigor el 1953. El nom oficial del tractat és Conveni per a la Salvaguarda dels Drets Humans i de les Llibertats Fonamentals. Té per objecte protegir els drets humans i les llibertats fonamentals, i permet un control judicial del respecte dels drets individuals.
Fa referència a la Declaració Universal de Drets Humans, proclamada per l'Assemblea General de les Nacions Unides el 10 de desembre de 1948. A fi de permetre un control del respecte efectiu dels drets humans, el tractat habilita la institució del Tribunal Europeu de Drets Humans (o Cort Europea de Drets Humans), efectiva en 1954, i el Comitè de Ministres del Consell d'Europa.
Cal no confondre el Consell d'Europa amb el Consell de la Unió Europea, que no forma part del tractat (malgrat que s'hi relaciona mitjançant el Tractat de Roma de 2004) i no té cap paper en l'administració del Tribunal Europeu de Drets Humans. En tant, exerceix una certa influència sobre el Dret comunitari europeu: per exemple, la Carta dels Drets Fonamentals de la Unió Europea, en el seu preàmbul, "reafirma […] els drets reconeguts especialment per […] la jurisprudència […] del Tribunal Europeu de Drets Humans".
El tractat ha evolucionat amb el pas del temps i comprèn diversos protocols addicionals. Per exemple, el Protocol núm. 1 tracta el dret a la propietat, a l'educació i a eleccions lliures, i el Protocol núm. 6 prohibeix la pena de mort, excepte en cas de guerra. El tractat es va ratificar a l'Estat francès el 3 de maig de 1974, a l'Estat espanyol el 26 de setembre de 1979 amb la publicació al Butlletí Oficial de l'Estat de 10 d'octubre de 1979, i al Principat d'Andorra el 10 de novembre de 1994 amb la publicació al Butlletí Oficial del Principat d'Andorra el 21 de desembre de 1995.

## Drets
Els drets recollits, expressats en els primers articles, són:
- dret a la vida (art. 2)[7]
- dret a no patir tortura (art. 3)[7]
- dret a no patir esclavitud o treball forçós (art. 4)[7]
- dret a la llibertat i a la seguretat personal (art. 5)[7]
- dret a un judici just (art. 6)[7]
- dret a la vida privada i a la intimitat (art. 8)[7]
- dret al lliure pensament, expressió i religió (arts. 9 i 10)[7]
- dret a la lliure reunió (art. 11)[7]
- dret a casar-se i formar una família (art. 12)[7]
- dret a la no-discriminació (art. 14)[7]

Els protocols, que són posteriors, inclouen:
- Protocol 1, art. 1: Dret a la propietat privada[8]
- Protocol 1, art. 2: Dret a l'educació[8]
- Protocol 1, art. 3: Dret a unes eleccions lliures[8]

### Relació amb els drets socials
Malgrat l'interès inicial nuclear en els drets civils, durant els cinquanta anys des de la seua existència ha tingut influència sobre els drets socials sense ser la defensa d'aquests la finalitat principal de la Convenció. Aquesta influència és donada per la impossibilitat de distingir de manera rotunda els drets socials dels civils.
El Tribunal d'Estrasburg l'ha interpretat de manera que ha generat jurisprudència que afectaria als drets socials. Aquesta s'ha fonamentat en els efectes indirectes dels drets civils sobre els socials, en la presència de drets socials al propi tractat i llurs protocols i els efectes de les limitacions dels drets civils sobre els drets socials.

## Els protocols addicionals
Els protocols addicionals hi incorporen nous drets substantius, i només vinculen els estats membres que els han signat o ratificat.
- El protocol addicional núm. 1
- El protocol núm. 4
- El protocol núm. 6 (abolició de la pena de mort)
- El protocol núm. 7 (drets procedimentals pels estrangers sotmesos a un procediment d'expulsió; dret al doble grau de jurisdicció, principi de ne bis in idem, etc.)
- El protocol núm. 12 (prohibició general de discriminació)
- El protocol núm. 13 (prohibició de la pena de mort en tota circumstància, inclòs per crims comesos en temps de guerra)
- El protocol núm. 15 (referència al principi de subsidiarietat i a la doctrina del marge d'apreciació)
- El protocol núm. 16 (sol·licitud d'opinions consultives)